# SWR Sound Corporation
 (août 2011).
Si vous disposez d'ouvrages ou d'articles de référence ou si vous connaissez des sites web de qualité traitant du thème abordé ici, merci de compléter l'article en donnant les références utiles à sa vérifiabilité et en les liant à la section « Notes et références ».

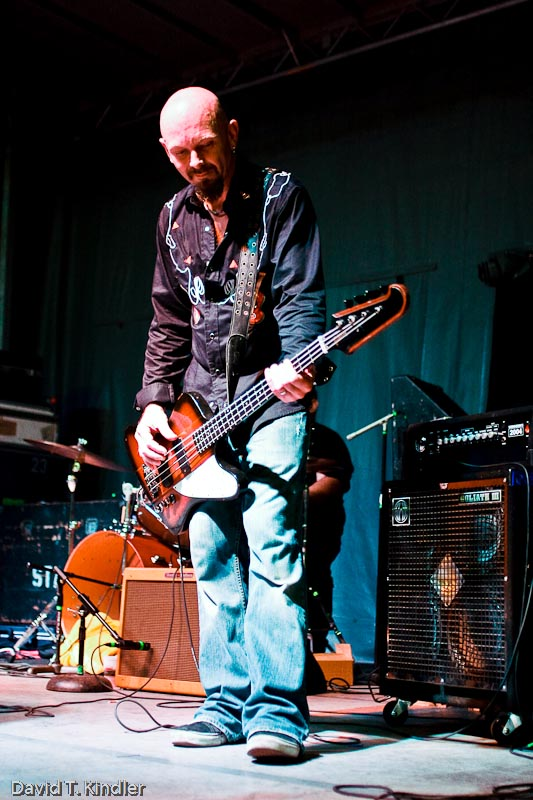
Alan Doughty jouant de la basse avec un amplificateur Workingman de SWR.

SWR Sound Corporation est une marque d'amplificateurs de guitare basse et de baffles.

## Histoire
L'entreprise a été fondée à la fin des années 1970 par Steve W. Rabe, sous le nom de SWR Engineering. Le premier produit est sorti en 1984 après d'intensives recherches avec des bassistes de studio de Los Angeles. Le PB-200 un amplificateur de basse hybride lampes / transistors. Il a rapidement été décliné en SM-400. SWR a ensuite travaillé sur un baffle pour accompagner ses amplis : en 1986 sortit le Goliath, un 4 x 10" avec tweeter.
Le nom de l'entreprise a été changé pour SWR Sound Corporation le 1er décembre 1997 lors d'un plan de restructuration. Elle a alors été revendue à Daryl Paul Jamison. SWR était basé à Sylmar en Californie, jusqu'à janvier 1999, où elle a déménagé pour Sun Valey (en Californie). Le 2 juin 2003, Jamison a vendu SWR à Fender.
SWR est désormais une marque intégrée au groupe Fender Musical Instruments Corporation (FMIC). Ses produits sont fabriqués à Corona (Californie) et Ensenada (Baja California) dans les usines Fender.
FMIC a cessé toute la production SWR au début de 2013.

## Produits récents
La série d'amplificateurs Workingman a été refondue et améliorée en la série WorkingPro, en 2005 pour les doubles corps et en 2006 pour les combos.
À la fin de 2007, SWR  a présenté la tête SM-1500 qui combine la base hybride lampes / transistors, combinée à des innovations de Fender, dont un compresseur à lampes. Cette tête développe 1500 watts sous 4 ohms. 
En juillet, le Blonde combo a été présenté, c'est un combo pour basse acoustique à deux canaux et deux haut-parleurs de 8".

## Artistes célèbres utilisant du matériel SWR
- John Paul Jones
- Stanley Clarke
- Marcus Miller
- Mike Porcaro